# The Battle for Wesnoth
The Battle for Wesnoth (A Batalha por Wesnoth), também chamado simplesmente de Wesnoth, é um jogo de estratégia baseado em turnos em um mapa hexagonal. O jogo é programado em C++ e é um software livre, licenciado pela GPL. Ele possui versões para a maioria dos sistemas operacionais, rodando no AmigaOS 4, BeOS, DragonFly BSD, FreeBSD, GNU/Linux, Mac OS X, NetBSD, OpenBSD, OS/2, Solaris, RISC OS e no Windows.
Battle for Wesnoth foi originalmente desenvolvido em junho de 2003, por David White, que atualmente atua como o coordenador do projeto. Tendo se baseado nos jogos do Sega Genesis Master of Monsters e Warsong, ele procurou criar um jogo de estratégia de código-aberto que tivesse regras muito simples, mas com uma poderosa inteligência artificial, e ele obteve sucesso e diversão. A base filosófica de desenvolvimento de Battle for Wesnoth é o Keep it Simple Stupid (ou KISS); para uma nova ideia ser aceita, ela não pode complicar o funcionamento do jogo. Atualmente, o jogo está disponível ao menos parcialmente em 55 línguas, das quais 8 (fora o original em inglês) possuem ao menos 90% do texto traduzido: Espanhol, Turco, Italiano, Chinês, Alemão, Japonês, Francês e a língua galega.

## Visão geral
Battle for Wesnoth é ambientado em um cenário de fantasia, onde os jogadores podem construir exércitos com lutadores das mais variadas raças, como humanos, anões, mortos-vivos, dragões, elfos, orcs, lagartos, nagas, sereias, ogros, entre outros. Ele é um jogo de estratégia baseado em turnos com campanhas em nível single ou multi-player.
Cada unidade possui suas forças e fraquezas. A defesa de uma unidade é baseada unicamente no tipo de terreno em que ela se encontra, tornando o terreno e o local das unidades de grande importância. Diferentes tipos de ataques, de armas e a alternância dos ciclos diurnos e noturnos favorecem ora as unidades ordeiras, ora as caóticas(unidades neutras não são afetadas), incrementando a estratégia. ao longo das campanhas as unidades podem avançar para níveis mais altos, adquirindo ainda mais poder. Parte da diversão do jogo consiste na construção e aperfeiçoamento de um exército enquanto atravessa as campanhas.
Desculpe, não reconheço formato
O nome Wesnoth foi originalmente criado pelo criador do jogo como uma combinação de sílabas que ele achou ter um bom som e que também acreditou remeter à uma terra de fantasia. De acordo com que o jogo foi sendo largamente elaborado, os desenvolvedores criaram uma etimologia ficcional para o nome: os habitantes de Wesnoth vieram do Oeste e do Norte, ou seja, Westnorth, que posteriormente resultou em Wesnoth. Esta etimologia é explicada na campanha "The Rise of Wesnoth" (A ascensão de Wesnoth).
Devido à sua natureza livre, por ser um software-livre, o desenvolvimento de Wesnoth é descentralizado. As unidades e campanhas oficialmente adicionadas ao jogo são derivadas de índices criados pela comunidade, da mesma forma que índices de criação de personagens são utilizados em jogos proprietários. Os fóruns e Wiki de Wesnoth são usados para o desenvolvimento de novas campanhas, incluindo novos tipos de unidades e a arte-final da história. O jogo pode fazer download de novas campanhas do servidor central. Todo o conteúdo e as campanhas oficiais contidas no servidor precisa ser licenciado pela GPL, assim como o jogo.

## Campanhas

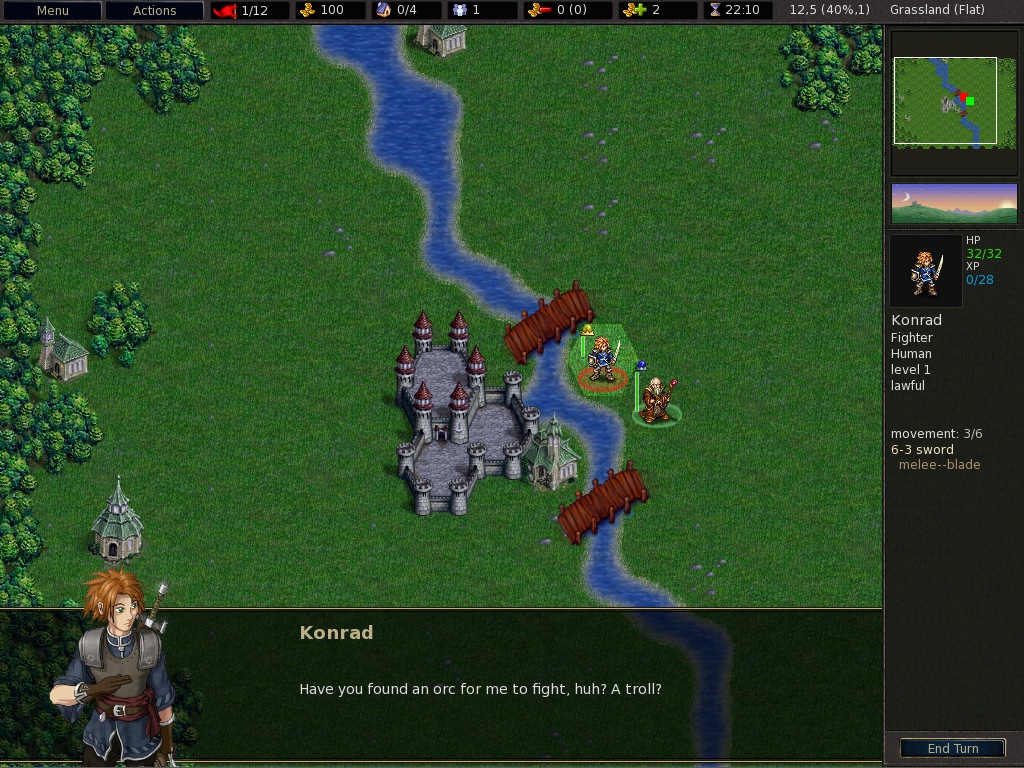
Tutorial do jogo(versão 1.6.4)

A versão estável do jogo vem com 16 campanhas, sendo a maioria com três níveis de dificuldade. Mais campanhas, criadas por usuários, podem ser obtidas na forma de add-ons no servidor de campanhas de Wesnoth. A lista abaixo contém as campanhas contidas na versão 1.8 do jogo:
- Heir to the Throne (Herdeiro do Trono): Konrad, o jovem herdeiro do trono de Wesnoth, alia-se com elfos rebeldes e outras raças para reclamar o trono da rainha usurpadora Asheviere, seu exército, e seus mercenários orcs. Esta foi a campanha original fornecido com o jogo e ainda é o principal produto, a partir do qual a maioria da história Wesnoth, geografia, tradições, e os personagens principais são derivadas. Com 25 cenários, Herdeiro do Trono também é uma das maiores campanhas do jogo.

- A Tale of Two Brothers (Um conto de dois irmãos): Uma campanha curta concebido para os novatos, onde se segue a história de um cavaleiro que deve encontrar seu irmão e salvar uma pequena vila de um necromante.

- An Orcish Incursion (Uma invasão de Orcs): campanha para novatos no qual o jogador deve repelir os primeiros Orcs a invadir o Grande Continente.

- The South Guard (A Guarda Sul): Um jovem cavaleiro chamado Deoran é enviado para assumir o comando da Guarda Sul. A história da campanha pode seguir dois ramos, dependendo de escolhas do jogador. contém varias informações uteís que não estão listadas no Tutorial.

- Liberty (Liberdade): Várias aldeias pobres são traídas pelo Reino de Wesnoth, que recentemente caiu sob a influência da opressiva Rainha Asheviere. Eles decidem voltar para lutar e tornar-se foragidos.

- The Legend of Wesmere (A Lenda de Wesmere): Uma campanha de dificuldade intermediária que narra o conto de Kalenz, o Senhor Alto dos Elfos, que lutou contra a segunda invasão dos Orcs do Grande Continente.

- The Eastern Invasion (A Invasão oriental): Nesta campanha, um oficial do exército de Wesnoth conhecido como Gweddry tenta salvar o Reino de Wesnoth de uma invasão de mortos-vivos.

- The Hammer of Thursagan (O Martelo de Thurgasan): Uma campanha que foca a Aliança do Norte, uma facção composta principalmente de anões e humanos. Uma expedição de Knalga procura seus parentes na Kal Kartha e descobrem o destino do lendário Martelo de Thursagan.
  - A campanha foi escrita pelo hacker conhecido defensor de código aberto Eric S. Raymond.

- Descent into Darkness (Declínio para Escuridão): Malin Keshar, um jovem mago da cidade de Parthyn, tenta defender sua casa de saqueadores Orcs recrutando a ajuda de um necromante chamado Darken Volk. Ao fazer isso, ele aprende as artes proibidas e o verdadeiro poder dos mortos-vivos.
  - A campanha é mais conhecida por seu único fim.

- Delfador's Memoirs (Memórias de Delfador)*: Uma campanha apresentada na versão 1.8, que conta a Back-story do mago Delfador, uma personagem principal da campanha "Herdeiro do Trono".

- The Sceptre of Fire (O Cetro de Fogo): Uma história com os anões de Knalga e a criação do Cetro de Fogo, um MacGuffin apresentado na campanha "Herdeiro do Trono".

- Son of the Black Eye (Filho do Black Eye): A história de um Orc chamado Kapou'e, que é o filho de Black-Eye Karun, o único Orc a ter unificado as tribos orcs. Black-Eye Karun foi traído e assassinado pelos seres humanos. Kapou'e luta contra os condados humanos e tenta re-unir os clãs orcs sob sua bandeira.

- The Rise of Wesnoth (A Origem de Wesnoth): Esta campanha é sobre a fundação de Wesnoth pelo príncipe Haldric, seu primeiro rei. Ele deve conduzir o seu povo da Ilha Verde, que está sendo infestada por orcs, a leste até sua futura casa. Como "Herdeiro do Trono", é uma das maiores campanhas do jogo e estabelece história inicial e a sabedoria de Wesnoth.

- Northern Rebirth (Renascimento do Norte): O povo mantido em cativeiro pelos orcs na cidade de Dwarven Doors rebela-se contra seus mestres em uma luta que irá moldar o destino das Northlands (Terras do Norte).

- Under the Burning Suns (Sob os sóis incandescentes): Situado no futuro distante de Wesnoth, onde os Elfos vivem no deserto com dois sóis queimando. Os meteoros caíram do céu e destruíram suas casas, forçando-os a embarcar em uma jornada a seguir o seu líder corajoso e visionário, Kaleh. Esta campanha tem muitas unidades e outros conteúdos que normalmente não estão disponíveis no jogo.[2]

- Dead Waters (Águas Mortas): você interpreta Kai Krelis,um rei Seranico, mas é apenas uma criança. mortos-vivos estão tentando transformar seu povo em escravos morto-vivos! Guie seu povo para obter ajuda de uma feiticeira ao norte enquanto ganha o respeito de suas tropas.

## Versões
O primeiro lançamento, ainda em fase de desenvolvimento, Wesnoth 0.1, aconteceu em 18 de junho de 2003. Em outubro de 2005, o jogo chegou à versão 1.0. Dia primeiro de abril de 2010, a versão 1.8 foi liberada. Várias versões de Wesnoth foram baixadas do servidor centra mais de quatro milhões de vezes. Em 5 de julho de 2010 chegou à versão 1.8.3, e a versão 1.8.5 foi lançada em 26 de setembro de 2010.Atualmente, o desenvolvimento do jogo se dá em duas frentes, a estável (1.8.5) e a de desenvolvimento. Em 17 de janeiro de 2011 foi lançada a versão de desenvolvimento 1.9.4.

## Traduções
A partir de abril de 2010, o jogo está disponível em cerca de 50 idiomas, sendo que em 18 deles mais de 95% das expressões da versão estável oficial (1.8.5) estão traduzidas e 12 atingiram os 100%. Para o português existem as duas formas, sendo que a tradução para o Português do Brasil (81,07% da versão 1.8.5) está mais completa que a tradução para o português europeu (4,57% da versão 1.8.5).
Da versão em desenvolvimento (1.9.4), até o final de janeiro de 2011, apenas duas das traduções havia atingido 100% das expressões traduzidas, sendo que a versão para o Português do Brasil está em 82,04%  e a versão em Português Europeu está em 4,03%.

## Modding
Por se tratar de um projeto de código aberto, há várias opções de modding.

### Editor

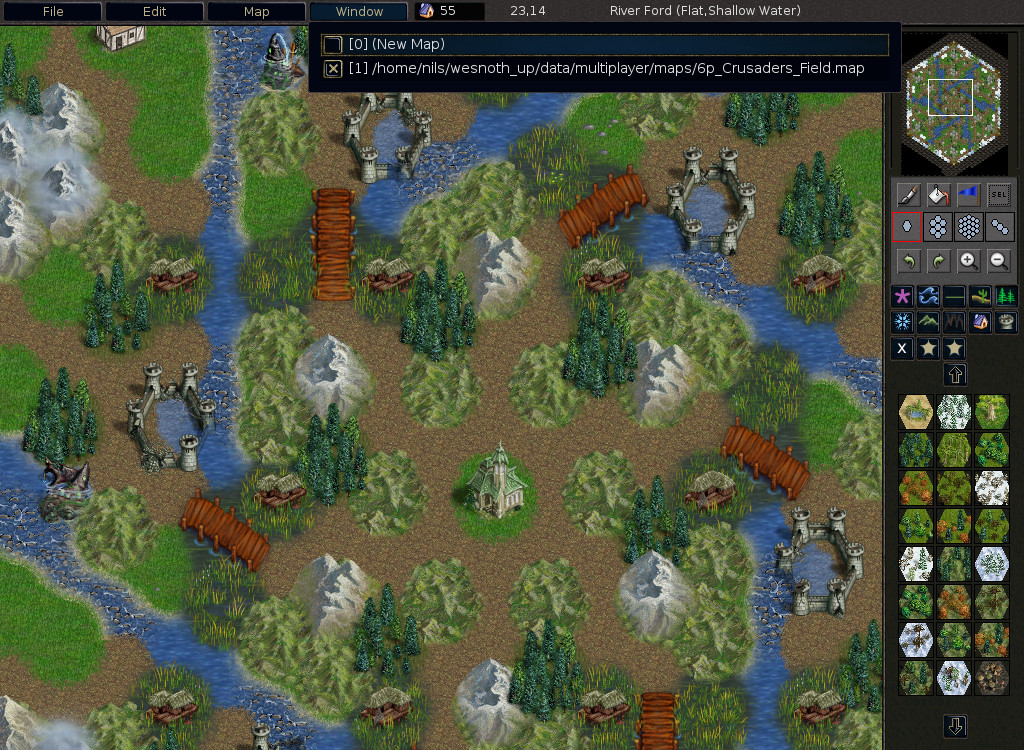
Editor de mapas do The Battle for Wesnoth

The Battle for Wesnoth possui um editor de mapas, com suporte para vários recursos, como criação de mapas múltiplos e geração aleatória de mapas. O editor suporta todos os formatos de terreno presentes no jogo, bem como terrenos adicionais, criados especialmente para cada campanha. A hora do dia pode ser selecionada prevaimente ou pode ser criada uma iluminação artificial.

### WML
Usando qualquer editor simples de texto, novas campanhas podem ser criadas utilizando o que é conhecido como Wesnoth Markup Language (WML). Como seu nome sugere, WML é similar ao HTML e outras linguagem de marcação (como XML), cuja sintaxe com tags define eventos no cenário. Entretanto, WML evoluiu do que era para ser uma simples linguagem de marcação/configuração para uma linguagem de programação especializada, para facilitar as modificações dentro do jogo. Exemplos de utilização nas versões mais atuais podem ser encontradas na wiki do jogo.

### Lua
Após a versão 1.7, código em Lua podem ser inseridos dentro de eventos do WML, sendo executadas junto com o evento. Depois da versão 1.7.14, Lua também começou a ser usada para criar implementações de Inteligência artificial.